# ENTHOI Lakatamia FC
El Enosis Neon ThOI Lakatamia (en griego: Ένωση Νέων Θρησκευτικού Ορθόδοξου Ιδρύματος Λακατάμιας; en español: Asociación Juvenil de la Fundación Ortodoxa Religiosa de Lakatamia), es un equipo de fútbol de Chipre que juega en la Segunda División de Chipre, la segunda categoría de fútbol en el país.

## Historia
Fue fundado en el año 1948 en la localidad de Lakatamia en Nicosia y en sus inicios, el club pasó entre la tercera y segunda categoría de fútbol en Chipre, aunque cambiando de categoría exporadicamente.
Fue al entrar al siglo XXI que le cambió un poco la suerte al club ya que en la temporada 2004/05 logra el ascenso por primera vez a la Primera División de Chipre para la temporada 2005/06,
 pero fue debut y despedida porque solo ganó uno de los 26 partidos que jugó y solo hizo 7 puntos durante toda la temporada y quedó en último lugar entre 14 equipos, siendo uno de los peores equipos en una temporada de la Primera División de Chipre.

## Palmarés
- Cypriot Third Division: 3

1982–83, 1999–2000, 2014–15
- Cypriot Fourth Division: 1

1998–99
- Cypriot Cup for lower divisions: 1

2012–13